# Marcia Lucas
Marcia Lucas, geboren als Marcia Lou Griffin (Modesto, 4 oktober 1945), is een Amerikaans filmmonteur. In 1978 won ze een Oscar voor de montage van de eerste Star Wars-film.

## Biografie
Marcia Lucas werd in 1945 geboren in Modesto (Californië) als Marcia Griffin. Haar vader was een officier van de luchtmacht die tijdens de Tweede Wereldoorlog in Stockton (Californië) gestationeerd was. Haar moeder en vader gingen uit elkaar toen ze twee jaar was. Samen met haar moeder trok ze in bij haar grootouders. Toen haar grootvader stierf, verhuisde ze met haar moeder naar een appartement in North Hollywood (Los Angeles). Tijdens haar tienerjaren dook haar vader, inmiddels hertrouwd en in Florida gestationeerd, opnieuw op in haar leven. Ze woonde twee jaar met haar stieffamilie samen alvorens terug naar North Hollywood te keren. Ze volgde een opleiding scheikunde aan Los Angeles City College en werkte gelijktijdig voor een hypotheekbank.

## Carrière
Midden jaren 1960 ging Marcia als filmbibliothecaris aan de slag bij het productiebedrijf Sandler Films. Binnen het bedrijf werkte zich op tot assistent-filmmonteur.
In 1967 kreeg ze de kans om Verna Fields te assisteren bij de montage van de overheidsdocumentaire Journey to the Pacific. Een andere assistent-monteur die aan het project meewerkte, was filmstudent George Lucas, met wie ze een relatie begon en in 1969 trouwde, waarna ze zijn familienaam aannam.
Eind jaren 1960 werkten George en Marcia Lucas zich op in de filmindustrie. George richtte met Francis Ford Coppola het productiebedrijf American Zoetrope op en regisseerde in 1971 met THX 1138 zijn eerste langspeelfilm. Marcia werkte in die periode als assistent-monteur mee aan films als Medium Cool (1969) en The Rain People (1969). In 1973 werkte het echtpaar samen aan de muzikale coming-of-agefilm American Graffiti. De film werd een commercieel succes en leverde Marcia een Oscarnominatie op. 
George en Marcia Lucas maakten in de jaren 1970 deel uit van de zogenoemde Movie Brats, een generatie van jonge filmmakers die symbool stonden voor New Hollywood. Een andere filmmaker die deel uitmaakte van deze generatie was Martin Scorsese. Marcia werkte midden jaren 1970 in dienst van Scorsese mee aan de montage van diens films Alice Doesn't Live Here Anymore (1974), Taxi Driver (1976) en New York, New York (1977).
In dienst van haar echtgenoot monteerde ze in 1977 ook de sciencefictionfilm Star Wars. De film werd een kaskraker, betekende het begin van een gelijknamige franchise en leverde Marcia de Oscar voor beste montage op. Nadien zette ze haar carrière op een laag pitje om een gezin te stichten. In 1981 adopteerde ze samen met George een dochter. Marcia werkte begin jaren 1980 mee aan de Star Wars-sequels The Empire Strikes Back (1980) en Return of the Jedi (1983) en overzag het interieurontwerp van Skywalker Ranch. In 1983 scheidde ze van George Lucas, waarna ze zo goed als volledig uit uit de filmindustrie verdween.
Nadien trouwde ze met Tom Rodrigues, een ontwerper van gebrandschilderd glas die van 1980 tot 1983 als productiemanager voor Skywalker Ranch had gewerkt. In 1985 beviel ze van een dochter. Acht jaar later gingen Marcia en Tom uit elkaar.

## Filmografie
| Jaar | Titel                           | Rol                  |
| ---- | ------------------------------- | -------------------- |
| 1969 | The Rain People                 | assistent-monteur    |
| 1969 | Medium Cool                     | assistent-monteur    |
| 1971 | THX 1138                        | assistent-monteur    |
| 1972 | The Candidate                   | assistent-monteur    |
| 1973 | American Graffiti               | monteur              |
| 1974 | Alice Doesn't Live Here Anymore | monteur              |
| 1976 | Taxi Driver                     | monteur (supervisor) |
| 1977 | New York, New York              | monteur (supervisor) |
| 1977 | Star Wars                       | monteur              |
| 1980 | The Empire Strikes Back         | monteur (officieus)  |
| 1983 | Return of the Jedi              | monteur              |
| 1996 | No Easy Way                     | uitvoerend producent |

## Prijzen en nominaties
| Film                     | Categorie      | Uitslag        |
| Academy Awards           | Academy Awards | Academy Awards |
| ------------------------ | -------------- | -------------- |
| American Graffiti (1973) | Beste montage  | Genomineerd    |
| Star Wars (1977)         | Beste montage  | Gewonnen       |
| BAFTA Awards             |                |                |
| Taxi Driver (1976)       | Beste montage  | Genomineerd    |
| Star Wars (1977)         | Beste montage  | Genomineerd    |
| Saturn Awards            |                |                |
| Star Wars (1977)         | Beste montage  | Gewonnen       |